# Зборник радова Географског института „Јован Цвијић” САНУ
Зборник радова Географског института „Јован Цвијић” САНУ је научни часопис који објављује радове из физичке и друштвене географије.

## О часопису

### Историјат
Часопис је основан 1951. године. Од 2011. године излазе три броја годишње.

### Периодичност излажења
Часопис излази три пута годишње, у априлу, августу и децембру.

## Уредници
- Др Марко Д. Петровић
- Др Ана Милановић Пешић

## Индексирање у базама података
• Web of Science (Clarivate Analytics)
• Scopus (Elsevier)  
• DOAJ – Directory of Open Access Journals  
• ERIH PLUS –  European Reference Index for the Humanities and the Social Sciences  
• EBSCOhost Database  
• Central and Eastern European Online Library (CEEOL)  
• ROAD – Directory of Open Access Scholarly Resources  
• Dimensions  
• The Library of the US Congress  
• Ingenta Connect